# آندي أوجل
أندرو ريتشارد أوجل (بالإنجليزية: Andrew Richard Ogle؛ مواليد 16 فبراير 1989) هو مقاتل فنون القتال المختلطة إنجليزي.

## وصلات خارجية
- آندي أوجل على موقع يو إف سي (الإنجليزية)
- آندي أوجل على موقع شيردوغ (الإنجليزية)
- آندي أوجل على موقع IMDb (الإنجليزية)